# 30. септембар
30. септембар (30.9.) је 273. дан у години по грегоријанском календару (274. у преступној години). До краја године има још 92 дана.

## Догађаји
- 1399 — Оснивач енглеске династије Ланкастер Хенри Болингброк постао краљ Хенри IV, дан пошто је абдицирао Ричард II, први монарх у историји Енглеске који је напустио престо.
- 1846 — Амерички зубар Вилијам Мортон први употребио анестезију приликом вађења зуба.
- 1912 — Србија и Бугарска објавиле мобилизацију за рат против Турске. Први балкански рат, од октобра 1912. до маја 1913, у ком су се против Турске бориле и Грчка и Црна Гора, завршен ослобађањем балканских народа од турске власти.
- 1915 — Радоје Љутовац, српски артиљерац оборио противнички авион топом. Вероватно прво обарање авиона током историје ратовања.
- 1918 — Ступило је на снагу „Солунско примирје“ којим је ефективно окончано бугарско учешће у Првом светском рату на страни Централних сила.
- 1941 — Почела прва немачка офанзива на Москву у једној од највећих битака Другог светског рата, која је окончана у јануару 1942. поразом Немаца.
- 1949 — Окончан је Берлински ваздушни мост успостављен после совјетске блокаде Западног Берлина крајем јуна 1948, током ког су амерички и британски авиони обавили 277.264 летова и допремили 2.323.738 тона намирница.
- 1962 — Расисти су изазвали нереде у Оксфорду у америчкој држави Мисисипи када је, на основу одлуке федералног суда, црнац Џејмс Мередит уписан на Универзитет Мисисипија, који су до тада похађали само белци.
- 1965 — Припадници индонежанског покрета „30. септембар“ су отели шест генерала и покушали да изврше државни удар. Генерали нађени мртви 3. октобра, а противударом на власт дошао генерал Сухарто. Сматра се да је у репресалијама против комуниста и њихових симпатизера, које су уследиле, побијено око пола милиона људи.
- 1966 — Немачки ратни злочинци Алберт Шпер и Балдур фон Ширах изашли из затвора Шпандау у ком су одслужили казну од 20 година робије. У затвору који је био направљен за 600 затвореника, остао само Рудолф Хес.
  - Боцвана стекла независност.
- 1970 — Ричард Никсон допутовао у Београд, у прву посету једног америчког председника Југославији.
- 1980 — У симболичном подсећању на библијска времена Израел увео валуту шекел, која је заменила фунту.
- 1988 — У СССР пензионисано пет функционера, међу којима и председник Президијума Врховног совјета Андреј Громико.
- 1990 — 
  - Српско национално вијеће донело одлуку да се приступи реализацији пуне политичке и територијалне аутономије српског народа у Хрватској.
  - СССР је нормализовао дипломатске односе са Израелом, прекинуте током Шестодневног рата 1967. и успоставио пуне дипломатске односе са Јужном Корејом.
- 1991 — Војним ударом у Хаитију оборен са власти председник Жан Бертран Аристид.
- 1992 —
  - Под покровитељством и у присуству копредседника Међународне конференције о Југославији, председници Југославије и Хрватске Добрица Ћосић и Фрањо Туђман потписали Декларацију којом су се обавезали на престанак непријатељстава и решавање спорних питања преговорима.
  - Московска банка дистрибуирала ваучере за приватизацију као део владиних економских реформи које би требало да милионе Руса претворе у капиталисте.
- 1993 — У серији јаких земљотреса у југозападној Индији разорено 36 села, а погинуло најмање 22.000 људи.
- 1994 — Завршен шаховски турнир у Тилбургу, Холандија, победом Валерија Салова.
- 1999 — Један од највећих немачких књижевника XX века Гинтер Грас добио Нобелову награду за књижевност.
- 2000 — Уз подршку ДОС и новоизабраном председнику Југославије Војиславу Коштуници светска демократска јавност ишчекивала расплет постизборне кризе у Југославији. Русија упозорила пораженог Слободана Милошевића да не користи силу ради опстанка на власти.
- 2005 — Данске новине Јиланд-Постен објавиле су карикатуре Мухамеда, изазвавши протесте у муслиманским земљама који су их видели као богохулне и исламофобичне.

## Рођења
- 1839 — Људевит Вуличевић, српски писац, есејиста, филозоф и свештеник. (прем. 1916)
- 1871 — Даница Бандић, српска учитељица, ауторка драма и дечије књижевности. (прем. 1950)[1]
- 1882 — Ханс Гајгер, немачки физичар. (прем. 1945)
- 1894 — Хуго Клајн, југословенски лекар, редитељ, писац и шекспиролог. (прем. 1981)[2]
- 1905 — Невил Френсис Мот, британски физичар, добитник Нобелове награде за физику (1977). (прем. 1996)
- 1917 — Бади Рич, амерички џез музичар (бубњар и вођа бенда). (прем. 1987)
- 1921 — Дебора Кер, шкотска глумица. (прем. 2007)
- 1924 — Труман Капоте, амерички књижевник, сценариста и драматург. (прем. 1984)[3]
- 1927 — В. С. Мервин, амерички песник и преводилац. (прем. 2019)
- 1931 — Енџи Дикинсон, америчка глумица.
- 1932 — Арсеније Јовановић, српски редитељ, сценариста и преводилац. (прем. 2025)
- 1940 — Здравка Крстуловић, хрватска глумица. (прем. 2003)
- 1950 — Лаура Ескивел, мексичка списатељица, сценаристкиња и политичарка.
- 1957 — Френ Дрешер, америчка глумица.
- 1959 — Еторе Месина, италијански кошаркашки тренер.
- 1962 — Зоран Арсић, српски фудбалер и фудбалски судија.
- 1962 — Франк Рајкард, холандски фудбалер и фудбалски тренер.
- 1962 — Борислав Цветковић, српски фудбалер и фудбалски тренер.
- 1964 — Моника Белучи, италијанска глумица и модел.
- 1966 — Богдан Обрадовић, српски тениски тренер.
- 1968 — Анита Манчић, српска глумица.
- 1970 — Драган Мићановић, српски глумац.
- 1971 — Џена Елфман, америчка глумица.
- 1972 — Александра Ковач, српска музичарка.
- 1975 — Марион Котијар, француска глумица, музичарка и активисткиња за екологију.
- 1978 — Малгожата Глинка, пољска одбојкашица.
- 1980 — Стефан Линдеман, немачки клизач.
- 1980 — Мартина Хингис, швајцарска тенисерка.
- 1981 — Игор Куњицин, руски тенисер.
- 1984 — Немања Рнић, српски фудбалер.
- 1986 — Оливије Жиру, француски фудбалер.
- 1987 — Драгана Дабовић, српска глумица.
- 1991 — Жофре Ловерњ, француски кошаркаш.
- 1992 — Јоханес Фојтман, немачки кошаркаш.
- 1992 — Марко Чекинато, италијански тенисер.
- 1993 — Јована Јакшић, српска тенисерка.
- 1997 — Макс Верстапен, холандски аутомобилиста, возач Формуле 1.

## Смрти
- 1891 — Жорж Ернест Буланже, француски генерал. (рођ. 1837)
- 1937 — Михаил Џавахишвили, грузински и совјетски писац (рођ. 1880)
- 1955 — Џејмс Дин, амерички глумац. (рођ. 1931)
- 1985 — Чарлс Рихтер, амерички сеизмолог. (рођ. 1900)
- 1989 — Оскар Давичо српски и југословенски књижевник. (рођ. 1909)[4]
- 1991 — Тома Здравковић, српски певач народне музике. (рођ. 1938)
- 2007 — Милан Јелић, председник Републике Српске. (рођ. 1956)
- 2010 — Тони Кертис, амерички глумац. (рођ. 1925)
- 2014 — Мартин Луис Перл, амерички физичар, добитник Нобелове награде за физику. (рођ. 1927)
- 2018 — Јадранка Пејановић, српска глумица и новинарка. (рођ. 1979)

## Празници и дани сећања
- 1966 — Бивши британски протекторат у Африци Бецуаналенд стекао независност под називом Република Боцвана. Први председник постао Сереце Кама.